# Natrijum perkarbonat
Natrijum perkarbonat (2 ) je jedinjenje koji nastaje dodavanjem vodonik peroksida  i natrijum karbonata.

## Osobine
Natrijum perkarbonat formira bezbojne kristale, koji se dobro rastvaraju u vodi. Takav rastvor reaguje veoma bazno. U čvrstom stanju ovaj materijal je nagrizajući. Prilikom njegovog zagrevanja iznad 50 °C, otpušta se vodonik peroksid, koji se dalje raspada na vodu i kiseonik. Ova reakcija se brže odvija na višim temperaturama.

## Upotreba
Natrijum perkarbonat se upotrebljava kao sredstvo za izbjeljivanje i kao oksidacijsko sredstvo. U mnogo manjoj meri je štetan za okolinu od ranije upotrebljavanog natrijum perborata, pošto ne sadrži bor. U kontrastu sa natrijum perboratom, natrijum perkarbonat nije otrovan za biljke. Natrijum perkarborat je sastavni dio mnogih deterdženata za pranje. Pri pranju na preko 60 °C, otpušta kiseonik, te njim briše (oksidira) mrlje na odjeći koje su organskog porekla, npr.: mrlje od čaja, vina, trave, voća itd. Biljni obojeni pigmenti se oksidiraju te postaju bezbojni, a neke supstance u mrljama prelaze u jedinjenja rastvorljiva u vodi, te se lako mogu isprati. Natrijum perkarbonat je, pored određenih enzima i dodataka, glavni djelotvorni sastojak većine proizvoda za čišćenje sa oznakom oksi-. Po provedenim istraživanjima, otrovan je za miševe i pacove u količini od 1034 mg/kg tjelesne mase.